# Шмид, Манфред (саночник)
Ма́нфред Шмид (нем. Manfred Schmid; род. 6 июня 1944, Лицен, Австрия) — австрийский саночник, выступавший за сборную Австрии в середине 1960-х — конце 1970-х годов. Принимал участие в четырёх зимних Олимпийских играх, наиболее успешными из которых для него оказались игры в Гренобле 1968 года, где выиграл две медали, золотую в мужских одиночных заездах и серебряную в мужских двойках.
Манфред Шмид семь раз становился призёром чемпионатов мира, в его послужном списке две золотые награды (двойки: 1969, 1970), четыре серебряные (одиночки: 1969, 1975; двойки: 1967, 1971) и одна бронзовая (одиночки: 1978). Пять раз спортсмен получал подиум чемпионатов Европы, принеся в копилку сборной два серебра (одиночки: 1974; двойки: 1971) и три бронзы (одиночки: 1971, 1973; двойки: 1970).
Лучший результат на Кубке мира Шмид показал в сезоне 1977—1978, по итогам всех одиночных мужских заездов поднявшись в общем зачёте до третьего места.